# Бебінка (тропічний шторм, 2018)
Тропічний шторм Бебінка — слабкий та тривалий північно-тихоокеанський циклон, що вирував над Південним Китаєм та В'єтнамом у середині 2018 року. Виник 9 серпня 2018 року як тропічна депресія над Південнокитайським морем. Збільшував інтенсивність упродовж кількох днів біля узбережжя Гуандун. 13 серпня сформувався в тропічний шторм та попрямував на схід. 14 серпня за годинниковою стрілкою звернув на захід, до півострова Лейчжоу. 16 серпня перетнув Тонкінську затоку і розсіявся над В'єтнамом.
16-й названий тропічний циклон у сезоні тихоокеанічних тайфунів 2018 року. Мав найнижчий атмосферний тиск у 985 мбар (739 мм рт. ст.) та максимальну швидкість постійного вітру (за 10 хвилин) до 45 км/год.
Тропічних шторм спричинив сильні вітри та зливи у південному Китаї, північному В'єтнамі та Лаосі. У КНР загинуло 6 осіб, а економічні втрати становлять ¥2,31 млрд (₴9,2 млрд). У В'єтнамі загинуло 10 осіб, а ще 20 людей зникли безвісти. Шторм завдав помірний збиток сільському господарства та інфраструктурі, а загальний збиток становить ₫800 млрд (₴950 млн).

## Метеорологічна історія
Наприкінці 9 серпня Японське метеорологічне агентство (JMA) почало відстежувати тропічну депресію над Південно-Китайським морем. Спочатку система повільно рухалась на північ, уздовж субтропічного хребта, а вже наступного дня змінила рух на північний схід. Попри зміни руху теплих вод, депресія залишалась стабільною та мала слабку зоорганізацію. 11 серпня о 10:35 CST (02:35 UTC) циклон попрямував до узбережжя острова Гейлінг, Янцзян, провінція Гуандун. Депресія за годинниковою стрілкою розвернулася на схід, тому що Yagi і Leepi в північно-західній частині Тихого океану не дозволили розширенню субтропічного хребта. Унаслідок цього рульовий потік упродовж декількох днів залишався слабким у Південно-Китайському морі. Після повернення до моря депресія почала зоорганізовуватися, і вже 12 серпня Спільний центр попередження тайфунів (JTWC) класифікував систему як тропічну депресію 20W . 13 серпня JMA дала циклону міжнародну назву Бебінка. Упродовж того дня на низькорівневий центр циркуляції системи впливав зсув вітру, від помірного до сильного. Незважаючи на це, JTWC повідомила, що система переросла в тропічний шторм.
Зсув вітру 14 серпня залишився і циклон продовжував повільно рухатися на схід. Після того, як Ліпі розсіявся над Японією, субтропічний хребет зміг розширитися на Китаєм, а Бебінка змінила повернула на захід. Попри сильний зсув вітру, 15 серпня, Бебінка все-таки посилювалась, тому що знаходилася над теплими океанічними водами з 31 °C (88 °F). Після цього система змогла утворити центральну щільну хмарність. Того ж дня о 9:40 CST (13:40 UTC) Бебінка другий раз вийшла на узбережжя біля Лейчжоу, Гуандун. Через чотири години вже входила до затоки Тонкін та за допомогою її теплих вод система почала ще одну інтенсифікацію. Бебінка модернізувалась до тяжкого тропічного шторму, який при аналізі після шторну було скасовано. 17 серпня циклон почав слабшати перед тим як втретє здійснити вихід на сушу в провінції Nam Định о 5: 30 ІКТ. Була зафіксована постійна швидкість до 75 км/год (45 mph). Після цього Бебінка швидко ослаб, а JTWC 17 серпня випустив своє останнє попередження. JMA також понизив циклон до тропічної депресії. Того ж дня Бебінка розсіявся над Лаосом.

## Підготовка та вплив

### Китай
Невдовзі після утворення Бебінка адміністрація метеорології Хайнань попередила, що кількість опадів у частині острова Хайнань досягне максимуму в 400 мм (16 дюйм) зі сильними вітрами, включаючи прилеглі райони. 12 серпня, після виходу Бебінки біля узбережжя Гуандонг, агентство попередило, що північна частина острова постраждає від сильних вітрів та дощів.
У Хайкоу були зареєстровані пориви вітру до 77 км/год. Через повільній рух циклону, острів постраждав від сильних дощів, а кількість опадів досягала 936,8 мм (36,88 дюйм) у Хайкоу, 915,3 мм (36,04 дюйм) в окрузі Лінгао. У зв'язку з цим загинуло 6 осіб, а економічні втрати становили ¥2,31 млрд (₴9,2 млрд / US$333 млн).

### Гонконг
Гонконгська обсерваторія (HKO) 9 серпня о 17:15 HKT оприлюднила сигнал щодо тайфуну № 1, який у зв'язку з повільним рухом Бебінки тривав понад чотирьох днів, ставши другим за тривалістю в історії. При наближені шторму до узбережжя Гуандун, HKO оприлюднив 14 серпня сигнал щодо тайфуну до № 3. HKO попередив про можливе затоплення біля узбережжя через штормові хвилі, а громадяни повинні триматися подалі від берегової лінії.

### Макао
Метеорологічний центр (SMG) опублікував 9 серпня о 17:00 MST сигнал № 1. При наближені шторму до дельти Чжуцзян, SMG оприлюднила 11 серпня сигнал до № 3, який тривав три дні поки його не замінив 14 серпня сигнал № 8. Сигнал № 3 став найтривалішим в історії.

### В'єтнам
17 серпня Бебінка, відомий у В'єтнамі як Bão số 4 (Тайфун № 4), вирував над північним В'єтнамом. Шторм приніс сильні вітри та дощі, убивши 10 осіб, а ще 3 зникли безвісти. Крім того, Бебінка пошкодила тисячі будинків, завдавши помірного збитку сільському господарству. Проливні дощі викликали численні зсуви і призвели до кількох дорожньо-транспортних пригод. Збиток Нгеан були в ₫ 800 млрд (₴950 млн / US$33,4 млн).